# Euphyllodromia erythromelas
Euphyllodromia erythromelas es una especie de cucaracha del género Euphyllodromia, familia Ectobiidae.

## Distribución
Esta especie se encuentra en Colombia, Ecuador, Perú y Brasil.